# NGC 1848
NGC 1848 је расејано звездано јато у сазвежђу Трпеза које се налази на NGC листи објеката дубоког неба.
Деклинација објекта је - 71° 11' 44" а ректасцензија 5h 7m 27,2s. Привидна величина (магнитуда) објекта NGC 1848 износи 9,7 а фотографска магнитуда 9,8. NGC 1848 је још познат и под ознакама ESO 56-SC68.